# Birds of Prey (série de televisão)
Birds of Prey (No Brasil: Mulher Gato) é uma série de televisão estadunidense criada para o canal The WB por Laeta Kalogridis, baseada nos quadrinhos de mesmo nome de Jordan B. Gorfinkel e Chuck Dixon, da DC Comics. Obteve 7,6 milhões de telespectadores durante a exibição do episódio de estreia nos Estados Unidos, uma das maiores audiências já alcançadas pelo canal até então. No entanto, o programa foi cancelado com um total de 13 episódios. Em julho de 2008 a Warner anunciou o lançamento da série completa em DVD. No Brasil, a série foi exibida em 2003 pelo canal SBT.
Birds of Prey foi lançada nos Estados Unidos em 9 de outubro de 2002, e teve treze episódios, concluindo em 19 de fevereiro de 2003.

## Enredo
A série se passa na cidade New Gotham, vários anos depois de ter sido, aparentemente, abandonada por Batman. Na sua ausência, Oráculo (Barbara Gordon) e a Caçadora (Helena Kyle) assumiram a guerra contra o crime. As duas se juntam a Dinah Redmond, uma telepata (depois que ela as ajuda a derrotar Larry Ketterly); Alfred Pennyworth, que serve Helena como herdeira da propriedade Wayne; e o detetive Jesse Reese, um policial confrontado com crimes e habilidades que ele não pode explicar.
Uma característica central da série é o conceito de meta-humanos: indivíduos nascidos com poderes que não podem ser explicados. Não existem dois meta-humanos com as mesmas habilidades (a menos que sejam hereditários), e existe toda uma subcultura da sociedade meta-humana que o mundo exterior não conhece.
O detetive Reese, relutantemente, se une a Caçadora e as outras Aves de Rapina para derrotar criminosos meta-humanos. A princípio, ele desaprova o vigilantismo de Helena, mesmo tentando prendê-la, mas eventualmente ele percebe que é necessário que as Aves de Rapina derrubem criminosos que a polícia não consegue lidar.
No decorrer da temporada, as Aves de Rapina frequentemente enfrentam esquemas planejados pela Dra. Harleen Quinzel (Arlequina), embora não tenham conhecimento de seu envolvimento com o crime até o episódio final da série. As tentativas de Quinzel de descobrir o que Helena está escondendo, e a natureza duplicada de suas sessões de terapia juntas, formam uma grande parte do arco da série, começando no episódio piloto e sendo resolvido no final da série.

## Elenco e personagens
- Ashley Scott como Helena Kyle / Caçadora:
A filha de Batman e Mulher-Gato. Ela é meio-metahumana, com habilidades semelhantes a gatos herdadas de sua mãe (também meta-humana na continuidade das Aves de Rapina): maior agilidade, força, cura e um sexto sentido de perigo, bem como a capacidade de mudar os olhos para uma forma felina. Essa mudança geralmente é desencadeada por fortes emoções, mas também pode ser usada para garantir a Helena uma visão noturna aprimorada. Ela foi criada por sua mãe, sem nunca saber quem era seu pai, até a noite em que a Mulher-Gato foi assassinada por um assassino desconhecido contratado pelo Coringa (eventualmente revelado ser o Cara-de-Barro) a sangue frio na rua, bem na frente dela. Depois disso, ela foi acolhida por Bárbara Gordon, que a criou e a treinou.

- Dina Meyer como Bárbara Gordon / Batgirl / Oráculo:
Originalmente um dos aprendizes de Batman e filha do comissário de polícia James Gordon, Bárbara foi baleada pelo Coringa como vingança pelo desmantelamento de sua operação criminosa por Batman, deixando-a paralisada e forçada a desistir de sua vida como Batgirl. Para compensar, ela se renomeou como Oráculo e começou a usar seus conhecimentos de hacker e armas para combater crimes. Ela pede para Helena que lide com o trabalho de campo, pois não é mais capaz de fazer e mantém seus contatos de super-heróis. De dia, Bárbara é professora na New Gotham High, mas, à noite, luta contra o crime a partir de um local secreto na Torre de Relógio de New Gotham. Apesar de ser paraplégica, ela trabalha no desenvolvimento de um implante cibernético para sua coluna, na esperança de que um dia ela recupere sua mobilidade.

- Rachel Skarsten como Dinah Redmond (nascida Lance):
Também uma meta-humana, Dinah é atraída por New Gotham, e por Helena e Bárbara pelas visões das tragédias que aconteceram na noite da vingança do Coringa. Ela prova as duas e é aceita como membro da equipe, com a condição de treinar o uso de suas habilidades meta-humanas. Além de seus sonhos pré-cognitivos, Dinah é uma telepata sensível ao toque, capaz de ler os pensamentos de qualquer pessoa com quem ela entre em contato físico e depois manifesta o poder da telecinesia. Durante o curso da série, Dinah descobre que sua mãe é na verdade Carolyn Lance, a Canário Negro, também uma super-heroína meta-humana e lendária, que resolveu deixar Dinah em segurança quando era criança depois que ela não demonstrou nenhum potencial meta-humano. Sem o conhecimento de Carolyn, as habilidades de Dinah se manifestaram sob os cuidados de seus pais adotivos, que reagiram com medo e abuso físico contra a jovem Dinah. Isso a levou a fugir, onde foi encontrada por Bárbara Gordon. A descoberta da relação de Dinah com a Canário Negro, leva Oráculo a acreditar que ela também pode ter herdado a capacidade hipersônica de sua mãe, embora isso nunca seja demonstrado. Sob a tutela de Bárbara e Helena, Dinah se torna uma combatente habilidosa.

- Shemar Moore como Detetive Jesse Reese (nascido Hawke)
Um detetive honesto que encontra Caçadora enquanto investiga uma série de suicídios bizarros, Jesse é atraído por ela e desaprova seu desrespeito à lei. No entanto, os dois são reunidos por casos envolvendo habilidades meta-humanas. Mais tarde, é revelado que o nome de nascimento de Reese era Jesse Hawke, e seu pai é Al Hawke, chefe de uma poderosa família criminosa e inimigo jurado de Carolyn Lance, a mãe de Dinah. Quando ele completou 16 anos, depois de quase ser preso depois que um policial encontrou vestígios de sangue encontrados em todo o porta-malas do carro de seu pai enquanto ele o dirigia, o relacionamento de Jesse com seu pai ficou abalado e eles se distanciaram. Reese abandonou o nome "Hawke", pegou o sobrenome de sua mãe e dedicou sua vida a encontrar justiça para as vítimas de seu pai. Ele seguiu uma carreira na aplicação da lei para expiar os pecados de sua família. Reese e Helena finalmente se unem romanticamente no final da série.

- Ian Abercrombie como Alfred Pennyworth:
Mordomo fiel da família Wayne, Alfred transferiu seus serviços para Helena e Barbara na ausência de Batman, e muitas vezes está presente na torre do relógio, cuidando de suas necessidades diárias. Ele compartilha um vínculo estreito com Barbara, muitas vezes ouvindo seus problemas ou dando conselhos sobre situações pessoais, quer ela queira ou não. Ele secretamente permanece em contato com Batman, atualizando-o sobre o status das Aves de Rapina, em particular o de Helena.

- Mia Sara como Dra. Harleen Quinzel / Arlequina:
A psiquiatra que Helena é condenada a ver depois de ser condenada por vandalismo enquanto perseguia um ladrão. Arlequina era amante e cúmplice do Coringa antes de seu encarceramento, sem o conhecimento de Helena e das outras Aves de Rapina, e veio para se vingar de New Gotham pelo que fez com seu "Sr. C". Embora ela se apresente como uma profissional respeitável, uma vez chamada pelas autoridades a trabalhar com criminosos violentos e perigosos, Quinzel é louca, usando seus contatos com o mundo do crime para planejar sua vingança.

Além disso, os atores recorrentes na temporada são Shawn Christian como Wade Brixton; Rob Benedict como Gibson Kafka; Stephen McHattie / Mitch Pileggi como Al Hawke; Kirk Baltz como Cassius Payne / Cara-de-Barro; Brent Sexton como Detetive McNally; Steve Hytner como Dr. Franklin Rominic; Chris Ellis como Larry Ketterly e Kristofer McNeeley como Frankie Spitz.
As participações da série incluem Lori Loughlin como Carolyn Lance / Canário Negro; Roger Stoneburner como Coringa, atuando na frente das câmeras, e Mark Hamill como a voz do Coringa; Maggie Baird como Selina Kyle / Mulher-Gato; Kristoffer Polaha como Darkstrike; Aaron Paul como Jerry, um garoto que Dinah conhece no ônibus a caminho de New Gotham; Sung-Hi Lee como Sandra Woosan / Lady Shiva e Shane Johnson como Colin. Um ator não revelado interpreta Batman.

## Episódios
| Nº | Título                   | Diretor          | Roteiro                                                                   | Data da Estréia Original |
| -- | ------------------------ | ---------------- | ------------------------------------------------------------------------- | ------------------------ |
| 01 | "Pilot"                  | Brian Robbins    | Laeta Kalogridis                                                          | 09 de out de 2002        |
| 02 | "Slick"                  | Michael Katleman | História: Laeta Kalogridis & Melissa Rosenberg Teleplay: Laeta Kalogridis | 16 de out de 2002        |
| 03 | "Prey for The Hunter"    | Chris Long       | História: Adam Armus & Kay Foster Teleplay: Edward Kitsis & Adam Horowitz | 23 de out de 2002        |
| 04 | "Three Birds and a Baby" | Craig Zisk       | David H. Goodman & Julie Hess                                             | 30 de out de 2002        |
| 05 | "Sins of The Mother"     | Jeff Woolnough   | História: Melissa Rosenberg & Hans Tobeason Teleplay: Melissa Rosenberg   | 06 de nov de 2002        |
| 06 | "Primal Scream"          | Jim Charleston   | História: Adam Armus & Kay Foster Teleplay: Edward Kitsis & Adam Horowitz | 13 de nov de 2002        |
| 07 | "Split"                  | James Marshall   | História: Adam Armus & Kay Foster Teleplay: Edward Kitsis & Adam Horowitz | 20 de nov de 2002        |
| 08 | "Lady Shiva"             | John Kretchner   | História: Adam Armus & Kay Foster Teleplay: Edward Kitsis & Adam Horowitz | 27 de nov de 2002        |
| 09 | "Nature of The Beast"    | Shawn Levy       | Melissa Rosenberg                                                         | 18 de dez de 2002        |
| 10 | "Gladiatrix"             | David Carson     | David H. Goodman                                                          | 08 de jan de 2003        |
| 11 | "Reunion"                | Chris Long       | Edward Kitsis & Adam Horowitz                                             | 08 de jan de 2003        |
| 12 | "Feat of Clay"           | Joe Napolitano   | Adam Armus & Kay Foster                                                   | 19 de fev de 2003        |
| 13 | "Devil's Eyes"           | Robert J. Wilson | Adam Armus & Melissa Rosenberg                                            | 19 de fev de 2003        |

## Dublagem
ESTÚDIO: Wan Macher
MÍDIA: Televisão (SBT)
DIREÇÃO: Sheila Dorfman / Hércules Franco
| Ator/Atriz      | Personagem                         | Dublador(a)      |
| --------------- | ---------------------------------- | ---------------- |
| Ashley Scott    | Helena Kyle / Caçadora             | Mabel Cezar      |
| Dina Meyer      | Bárbara Gordon / Batgirl / Oráculo | Lina Rossana     |
| Rachel Skarsten | Dinah Redmond                      | Fernanda Baronne |
| Shemar Moore    | Detetive Jesse Reese               | Duda Ribeiro     |
| Ian Abercrombie | Alfred Pennyworth                  | Waldir Fiori     |
| Mia Sara        | Dr. Harleen Quinzel / Arlequina    | Mônica Rossi     |
| Shawn Christian | Wade Brixton                       | Felipe Grinnan   |
| Sung Hi Lee     | Sandra Woosan / Lady Shiva         | Iara Riça        |
| Shane Johnson   | Colin                              | Manolo Rey       |

## Produção

### Desenvolvimento
Em 2002, com o sucesso de Smallville, a emissora The WB resolveu apostar em mais uma adaptação dos quadrinhos da DC Comics para a televisão: o grupo de super-heróinas chamado Aves de Rapina (Birds of Prey). Situada em um futuro alternativo do Universo DC, a série foi estrelada por Dina Meyer como Barbara Gordon e Ashley Scott como Helena Kyle.

### Curiosidades
- Na época da série, surgiram rumores de que o ator Bruce Thomas interpretou Batman no episódio piloto. Thomas pessoalmente negou esse fato e disse que não fez nenhum tipo filmagem para o programa, durante uma entrevista para o The BatPodcast em 2014:[4]

"...Esse não é um crédito preciso...Infelizmente. Eu não fiz nenhuma filmagem para "Birds of Prey"..." – Bruce Thomas. 
Muitas pessoas acharam que fosse Bruce Thomas, pois o ator ficou famoso entre 2001 e 2002 por interpretar Batman em uma série de comerciais da OnStar, subsidiária da General Motors que fornece      comunicações baseadas em assinatura, segurança no veículo, serviços de emergência, chamadas com viva-voz, navegação passo a passo e sistemas de diagnóstico remoto nos EUA.
- A atriz Sherilyn Fenn foi a primeira opção para interpretar a Dra. Harleen Quinzel / Arlequina, aparecendo inclusive no episódio piloto original que não foi ao ar. Ela desistiu do papel devido a conflitos de agenda, quando os criadores da série decidiram que a personagem teria uma participação maior no programa.[6] Ela foi substituída pela atriz Mia Sara.[7]
- O Coringa foi interpretado por dois atores ao mesmo tempo. Enquanto Mark Hamill forneceu sua voz, Roger Stoneburner o retratou na frente das câmeras. Apenas Hamill recebeu o crédito.[8]
- A cena em que Barbara Gordon é baleada pelo Coringa em seu apartamento é uma referência a graphic novel de 1988, Batman: The Killing Joke, escrito por Alan Moore e ilustrado por Brian Bolland.[9]

## Lançamento do DVD

### DVD
Foi lançado em DVD na Região 1 em 15 de julho de 2008. A coleção de quatro discos inclui os treze episódios que foram transmitidos, além do piloto que não foi ao ar e todas as três temporadas da série animada Gotham Girls. Os episódios são apresentados no formato Widescreen em Letterbox.

### Troca de Músicas
Algumas músicas no DVD diferem da versão original televisionada, incluindo a música tema ("My Remedy"), que no ar, originalmente, era "Revolution", de Aimee Allen, além de músicas adicionais como              "Harder to Breathe", do Maroon 5, no segundo episódio e a música tema de luta, "All the Things She Said" da dupla t.A.T.u. no episódio final, que foi substituída por "Beautiful Freak" do Dirty Children.

### Música de abertura
A música tema da série de TV foi "Revolution" de Aimee Allen. A música foi a faixa de abertura do que deveria ser o álbum de estréia de Allen, mas o álbum foi lançado quando sua gravadora, Elektra Records, se fundiu com a Atlantic Records e permanece inédita até hoje.
Quando "Birds of Prey" foi lançado em DVD cinco anos após o término da série, a música tema foi substituída, provavelmente devido a dificuldades legais em garantir os direitos de "Revolution". A música então foi trocada por outra chamada "My Remedy". Não se sabe quais músicos que a compuseram e é possível que ela tenha sido criada exclusivamente para o home vídeo. Apesar do novo tema, "Revolution" permaneceu nos créditos finais do DVD.

## Reunião
O elenco feminino de Birds of Prey, Ashley Scott, Dina Meyer e Rachel Skarsten se reuniu novamente em 25 de abril de 2015 no The Hollywood Show no The Westin Los Angeles Airport Hotel.

## Streaming
A série está disponível para transmissão na rede digital gratuita da The CW, CW Seed.

## Arrowverse
Em setembro de 2019, foi revelado que Ashley Scott reprisaria seu papel como Helena Kyle / Caçadora no crossover do Arrowverse, "Crise nas Infinitas Terras", juntando "Birds of Prey" em seu multiverso. Ela fez uma breve participação no início do episódio "Crise nas Infinitas Terras: Parte 3" pela série de The Flash que foi ao ar no dia 10 de dezembro de 2019. Na cena, descobrimos que "Birds of Prey" faz parte da Terra-203 e é uma das terras destruídas pela onda de antimatéria. A atriz Dina Meyer também participa da cena, porém apenas fornecendo sua voz como Oráculo se comunicando com a Caçadora.